# Hartmann Jacobi

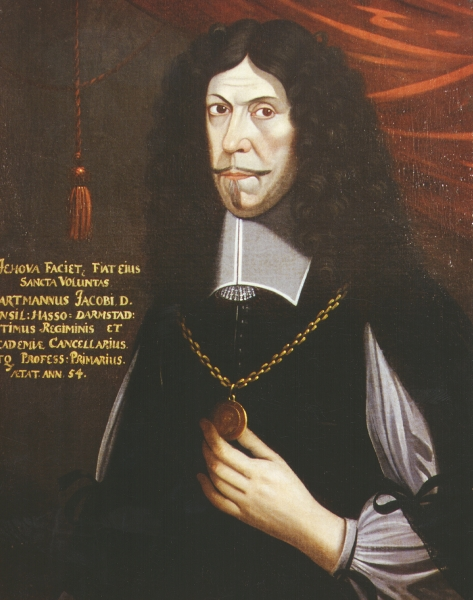
Hartmann von Jacobi in der Gießener Professorengalerie

Hartmann Jacobi, nobilitiert als Jacobi von Ehrencron (* 1617 in Wohnbach; † 9. Juni 1680 in Mainz) war ein deutscher Verwaltungsjurist und Kanzler.

## Leben
Der promovierte Jurist Hartmann Jacobi war Geheimer Rat und Vizekanzler und Direktor der Kanzlei in Gießen, als er vom Lübecker Rat am 16. Februar 1668 die Berufung zum Syndicus der Hansestadt Lübeck erhielt und annahm. Seine Freistellung aus  hessischen Diensten wurde jedoch von Landgraf Ludwig VI. von Hessen-Darmstadt unter gleichzeitiger Beförderung Jacobis zum hessischen Kanzler verweigert, so dass er seinen Dienst in Lübeck nicht antrat. Er war auch als Hochschullehrer an der Universität Gießen tätig.
Er trat zum Katholizismus über und wurde am 12. September 1676 in den Reichsadel erhoben.